# Patrick Harzig
Patrick Harzig (* 12. Oktober 1973 in Hamburg) ist ein deutscher Schauspieler.

## Leben
Im Alter von 4 Jahren hatte Harzig seinen ersten Fernsehauftritt in einer Tatort-Folge. Nach der Schule machte er ein Praktikum als Grafikdesigner im Betrieb seines Vaters. 1994 besuchte er, nachdem er den Zivildienst absolviert hatte, die Schauspielschule von Hildburg Frese in Hamburg. Im selben Jahr sowie in den zwei vorangegangenen Jahren war er Hamburger Meister im Badminton. Später nahm er privaten Schauspielunterricht bei Wolfgang Holzkamp. 1998 erhielt er auch Sprechunterricht im Sprechforum Ingrid Sanne und wurde ab 2000 von Heidelotte Diehl und Henriette Gonnermann im Schauspiel unterrichtet.
1996 wirkte er als Darsteller im Musikvideo von Herz an Herz, der erfolgreichsten Single der Pop-Sängerin Jasmin Wagner alias Blümchen, mit.
Von 1995 bis 1997 verkörperte Harzig in Gegen den Wind Dennis. Später von 1999 bis 2002 war er bei Gute Zeiten, schlechte Zeiten als 3. Darsteller in der Rolle des Peter Becker zu sehen.

## Filmografie
- 1991: Tatort: Tod eines Mädchens
- 1991: Der Landarzt
- 1992: Die Eisprinzessin
- 1995–1997: Gegen den Wind als Dennis
- 1997: First Love – Die große Liebe
- 1997: 60 Minuten Todesangst
- 1999: Der Solist – Kein Weg zurück
- 1999–2002: Gute Zeiten, schlechte Zeiten als Peter Becker
- 1998: Freunde fürs Leben
- 2003: Schuldig
- 2007: Rosamunde Pilcher: Sieg der Liebe

### Gastauftritte
- 1996: St. Angela
- 1996: alphateam – Die Lebensretter im OP
- Die Rettungsflieger
- 1998: Einsatz Hamburg Süd
- 1999: SK-Babies